# Schlacht in der Javasee
1. Borneo – Tarakan – Celebes – Balikpapan (See) – Balikpapan (Land) – West-Borneo – Samarinda (Ost-Borneo) – Banjarmasin (Süd-Borneo) – Ambon – Straße von Makassar – Sumatra – Palembang – Badung – Timor – Bali – Riau-Inseln – 1. Javasee – Sundastraße – Java – 2. Javasee – Niederländisch-Neuguinea – Kleine Sundainseln – Molukken – 2. Borneo
1941

Thailand – Malaiische Halbinsel – Pearl Harbor – Hongkong – Philippinen – Guam – Wake – Force Z – Borneo
1942

Burma – Rabaul – Singapur – Sumatra – Timor – Australien – Java – Salamaua–Lae – Bougainville/Buka – Shortland-Inseln – Indischer Ozean – Port Moresby – Tulagi – Korallenmeer – Midway – Nordamerika – Buna-Gona – Kokoda-Track – Nauru/Ocean Island
Die Schlacht in der Javasee in Südostasien zwischen japanischen und alliierten Flotteneinheiten fand im Zweiten Weltkrieg während des Pazifikkriegs am 27. und 28. Februar 1942 im Vorfeld der japanischen Operation J statt. Auf Seiten der Alliierten waren US-amerikanische, britische, niederländische und australische Schiffe beteiligt (ABDA-Flotte). Die Japaner gingen aus der Seeschlacht als Sieger hervor. Fast die gesamte alliierte Flotte wurde beschädigt, versenkt oder musste sich zurückziehen.
In der Folge besetzten die Japaner Java und hatten Zugriff auf die Bodenschätze der Insel.

## Vorgeschichte
Nach der erfolgreichen Eroberung der südostasiatischen Gebiete und Inseln durch die Japaner Ende 1941 und Anfang 1942 war die niederländische Kolonialbesitzung Java der einzige bedeutende Ort, der sich noch in alliierter Hand befand. Die zentrale Bedeutung der Insel als wirtschaftliches Zentrum von Niederländisch-Indien mit der Hauptstadt Batavia, die Bodenschätze der Insel wie Schwefel aus dem Vulkangestein und Erze sowie der fruchtbare Boden für den Reis-, Tabak-, Mais- sowie Chinarindenanbau und Palmöl sowie die strategisch wichtige Lage als Verteidigungsstellung des Archipels mit der Nähe zu Australien machten Java zu einem äußerst lohnenden Ziel. Zudem befand sich in Bandung der Regierungssitz der Niederländer für Niederländisch-Indien. Spätestens nach dem Fall Südsumatras westlich von Java und der Landung der Japaner auf Bali um den 20. Februar war den Verteidigern klar, dass es demnächst zu einer Invasion der Insel kommen würde.
Tatsächlich erteilte die japanische Südarmee unter Terauchi Hisaichi schon am 20. Januar in Saigon den Befehl, die Einnahme von Java durchzuführen, da sie über die Verschiebung der im Abkommen von Cam Ranh festgelegten Termine der Invasionen von Tarakan, Balikpapan und Ambon durch die Marine verärgert war.
Nachdem Süd-Sumatra, Süd-Borneo, Süd-Celebes und Bali erobert worden waren, war Java vollständig eingekreist. Im Osten wurden Timor und noch weiter östlich Rabaul erobert. Im westlichen Operationsgebiet war die malaiische Halbinsel vollständig unter japanischer Kontrolle und der Vormarsch auf Rangun wurde in Gang gesetzt.
Zwischen dem 9. und 21. Februar flog die japanische Luftwaffe insgesamt 15 Einsätze gegen Java und auf alliierte Schiffe in den umliegenden Gewässern. Da die Resultate der Bombardierungen eher „bescheiden“ waren, beschloss die japanische Führung die Landungen auf Java noch einmal um zwei Tage zu verschieben. Der neue Termin war nun der 28. Februar.

### Die japanischen Invasionsflotten
Zur Besetzung Javas teilten die Japaner ihre Kräfte in eine West- und Osteinsatzgruppe, die beide unter dem Oberkommando von Vizeadmiral Takahashi Ibō standen, der auf seinem Flaggschiff, dem schweren Kreuzer Ashigara, nach Süden fuhr.

#### Der Ostkonvoi
Am 19. Februar verließ die 48. Japanische Infanteriedivision in 41 Transportern Jolo in den Südphilippinen und setzte Kurs nach Süden. Sie wurden vom Leichten Kreuzer Naka und sechs Zerstörern unter Konteradmiral Nishimura Shōji begleitet. Gegen 19:30 Uhr entdeckte der U-Boot-Jäger Nr. 16 voraus ein oder mehrere feindliche U-Boote und griff sie mit Wasserbomben an. Bis 21:00 Uhr wurde weiter nach den U-Booten gesucht, aber sie konnten nicht mehr gefunden werden.
Am 21. Februar um 11:00 Uhr überquerte die Flotte den Äquator und drehte um 19:30 Uhr vor Balikpapan auf einen 250º-Westsüdwest-Kurs. Ab diesem Tag war eine direkte Eskorte durch die Jagdflugzeuge der zweiten Angriffseinheit der 23. Luftflotte vorgesehen.
Um 13:45 Uhr am nächsten Tag, als die Einheiten die engen Wasserstraßen der Aru Bank passiert hatten, erreichte sie ein Befehl des Kommandeurs von Niederländisch-Ostindien, Vizeadmiral Ibō Takahashi, der besagte, dass die Landetermine auf den 28. Februar verschoben würden.  Weiterhin ordnete er an, dass die Flotte in der Nähe von Balikpapan in Bereitschaft bleiben solle. Nach Erhalt dieses Befehls kehrte die Flotte um 14:00 Uhr ihren Kurs um und ging gegen 22:00 Uhr vor der Flussmündung bei Sapunang etwa 24 Kilometer südwestlich von Balikpapan vor Anker, um dort in Bereitschaft zu stehen.
Nachdem sie am 23. Februar in Balikpapan die 56. Regimentsgruppe (Nakaguchi Detachment) aufgenommen hatte, verließ die Flotte ihren temporären Ankerplatz südlich von Balikpapan. Um 16:00 Uhr näherte sich ein feindliches Flugboot, um aus großer Entfernung aus dem Süden zu sondieren, aber japanische Kampfflugzeuge und Beobachtungsflugzeuge schossen es ab.
Am Ende der Makassarstraße stieß eine weitere Begleitgruppe zur Flotte, die aus zwei Schweren Kreuzern und der 2. Zerstörerflottille bestand. Unter dem Kommando von Konteradmiral Takagi Takeo setzte sich diese Begleitgruppe an die Spitze des Konvois Richtung Ostjava.
Nachdem am Mittag des 26. Februar die Begleiteinheit und eine Zerstörerschwadron von einem Flugboot gesichtet wurden und am Abend von zwei feindlichen viermotorigen schweren Bombern angegriffen worden waren, kontaktierte der Kommandeur der 1. Eskorteinheit, Konteradmiral Nishimura Shōji, Konteradmiral Takagi und bat ihn, in den Gewässern nördlich von Surabaya nach dem Feind zu suchen. Takagis Schiffe begannen folglich im Gebiet zwischen Bawean und Surabaya mit der Suche, entdeckten jedoch nur drei feindliche Patrouillenboote nördlich von Surabaya. Andererseits meldete die Aufklärung über Surabaya durch Flugzeuge, dass mehrere mächtige feindliche Marineschiffe einschließlich Kreuzer dort vor Anker lagen.

#### Der Westkonvoi
Der Westkonvoi stach am 18. Februar um 10:00 Uhr von der Cam Ranh Bay in Indochina in See. Auf 56 Transportern befanden sich das Hauptquartier der 2. Division der 16. Japanischen Armee direkt von den japanischen Hauptinseln und das 230. Infanterieregiment der 38. Japanischen Infanteriedivision aus Hongkong. Als Begleitgruppe diente die 5. Zerstörerflottille, die am 26. Februar um die 7. Kreuzerschwadron, die 3. Zerstörerflottille und einen leichten Flugzeugträger unter Konteradmiral Kurita Takeo ergänzt wurde.
Am Abend des 20. Februar erreichte der Konvoi einen Punkt etwa 460 Kilometer nordöstlich der Anambasinseln. Dort wurde die Begleiteinheit aufgetankt. Zwei Tage später lag die komplette Flotte etwa 150 Kilometer nordwestlich von Singkawang. Die Stärke, einschließlich der von der Malaya-Einheit hinzugekommenen Kräfte, betrug jetzt insgesamt dreiundachtzig Schiffe. Zu diesem Zeitpunkt erhielt der Konvoi den Befehl des Kommandeurs Niederländisch-Ostindiens, die Landung auf Java auf den 28. Februar zu verschieben. Die Einheiten für die Batavia-Landungsoperation sollten entsprechend den Anweisungen ihres Kommandeurs angemessen operieren.
Nach Kenntnisnahme des Befehls drehte der Konvoi auf einen Kurs von 320º nach Norden. Am 23. Februar um 14:00 Uhr drehte er erneut und nahm einen 140º Kurs nach Südosten. Aufgrund dieser zweitägigen Verschiebung mussten alle Schiffe bis zum 24. während der Fahrt betankt werden. Am späten Nachmittag entdeckte ein japanisches Aufklärungsflugzeug ein feindliches U-Boot und griff es an. Zur Unterstützung wurden die Zerstörer Harukaze und Fubuki abkommandiert, die einen Wasserbombenangriff ausführten. Dieser blieb allerdings erfolglos. Um 16:00 Uhr am 25. Februar passierte der Konvoi ohne Zwischenfälle die Karimata-Straße und fuhr in die Javasee ein.

#### Die Deckungsflotte
Um alliierten Schiffen aus dem Indischen Ozean ein Eingreifen unmöglich zu machen, lag eine Deckungsflotte unter Vizeadmiral Nobutake Kondo am südlichen Ausgang der Lombokstraße. Sie bestand aus vier Flugzeugträgern und vier Schlachtschiffen. In den Folgetagen versenkte sie dreizehn alliierte Transporter bei Tjilatjap, beschoss die Weihnachtsinseln, eine britische Besitzung etwa 480 Kilometer südwestlich von Java, und kehrte dann wieder zur Staring Bay auf Celebes zum Auftanken zurück. Zusammen mit den zwei Schlachtschiffen, vier Flugzeugträgern, zwei Schweren Kreuzern und einer großen Anzahl an Zerstörern der Kidō Butai unter Vizeadmiral Chuichi Nagumo setzte sie am 25. Februar Kurs auf den Indischen Ozean, um die alliierte Fluchtroute südlich von Java zu kontrollieren.

### Die Alliierten
Zwei Tage vor Beginn der Schlacht wurde an die amerikanische Führung ein Verfall der Moral der Einheiten auf Java gemeldet. Dies mag eine Übertreibung gewesen sein, aber die Amerikaner konnten bis dahin kaum Erfolge gegen das japanische Vordringen verzeichnen. Dazu kamen wiederholte Luftangriffe, die die Alliierten nicht zur Ruhe kommen ließen. Zudem war der Zustand ihrer Schiffe nicht der beste. Reparaturen waren mangels Nachschub nicht möglich. Dies alles zehrte an den Nerven der Seeleute und ließ die Situation wenig hoffnungsvoll erscheinen. Auch die nächtliche Suche nach dem Feind drückte auf die Stimmung.
Erschwerend kam hinzu, dass die alliierte Flotte aus Einheiten dreier Nationen mit zwei Sprachen zusammengestellt worden war. Die Abstimmung untereinander war schwierig, schon allein weil die Code- und Flaggensignale sich teilweise widersprachen.
Nur wenige Tage nach dem Fall Palembangs in Südsumatra trafen am 20. Februar Berichte über eine 90 Schiffe große Flotte vor Jolo im Hauptquartier auf Java ein. Als weiterer Sammelpunkt für eine Invasionsflotte wurde Muntok auf Bangka vor Sumatra angegeben. Vier Tage später verdichteten sich die Anzeichen zur Gewissheit, als eine große Transporterflotte mit Eskortierung in der Malakkastraße auf Südkurs gemeldet wurde. Ihr Eintreffen wurde für den Abend des 27. Februar berechnet, als Invasionsorte vermuteten die Alliierten in Westjava die Buchten westlich von Batavia bis zur Sundastraße und in Ostjava die Strände nordwestlich von Surabaya. Eine Landung in Mitteljava wurde zwar als möglich erachtet, jedoch weitgehend ausgeschlossen.
Geheimdienste informierten Vizeadmiral Conrad E. L. Helfrich über die Invasionsflotten. Er stellte am 21. Februar zwei Verteidigungsflottillen zusammen, die ihre Stützpunkte in Tanjung Priok, dem Hafen von Batavia, und in Tanjung Perak, dem Hafen von Surabaya hatten. Am nächsten Tag sandte Konteradmiral Karel Doorman eine spezielle Mitteilung in englischer Sprache an die Kommandeure aller Einheiten der damaligen ABDA-Flotte, die allen an Bord befindlichen Personen zur Kenntnis gebracht werden sollte:

„Gemäß einer Nachricht, die ich von Abdafloat (Helfrich) erhalten habe, informiere ich alle Offiziere und Schiffskompanien, dass die Lage sehr ernst ist.
Ich möchte Sie alle von der Notwendigkeit überzeugen, alle Anstrengungen gegen den Feind zu unternehmen, um seine Landung auf Java zu verhindern. Jede Gelegenheit zu offensivem Handeln muss ergriffen werden, und es müssen Opfer gebracht werden, um dieses Ziel zu erreichen. Dies wird die allgemeine Linie unseres Verhaltens in den nächsten Tagen sein.“

Am 25. Februar gelang es den Zerstörern von Admiral Nishimura, eine kleine Einsatzgruppe auf Bawean, einer Insel rund 135 Kilometer nördlich vor Surabaya, zu landen. Sie errichteten dort eine Funkstation. Am selben Tag gegen 11:25 Uhr beorderte Admiral Helfrich alle verfügbaren Kreuzer und Zerstörer zur „Osteingreifflotte“ von Admiral Doorman nach Surabaya. Doorman stach mit drei Kreuzern und sieben Zerstörern noch am selben Abend in See, um die bei Bawean gemeldeten japanischen Schiffe abzufangen. Da er diese jedoch nicht entdecken konnte, kehrte die Flotte am nächsten Morgen nach Surabaya zurück. Nachdem zusätzlich die britische Exeter zu den Schiffen gestoßen war, wurde die Flotte in „Verbündete Eingreifflotte“ umbenannt.
Am Folgetag wurde durch weitere Aufklärungsberichte die Annahme bestätigt, dass sich eine japanische Invasionsflotte in der östlichen Javasee auf Süd-Südwest-Kurs befand. Dass die japanischen Transporter vor Muntok ebenfalls auf dem Weg nach Java waren, ließ sich aber noch nicht bestätigen. Das amerikanische U-Boot USS S-38 (SS-143) beschoss noch am selben Tag die neu errichtete japanische Funkstation auf Bawean mit seinem Bordgeschütz.
Um 20:00 Uhr liefen drei Kreuzer von Batavia aus, um die Transporter vor Muntok auszuspähen und auch anzugreifen. Sie kehrten am nächsten Morgen unverrichteter Dinge zurück, da sie die Japaner nicht hatten ausmachen können. Nachdem die Kreuzer aufgetankt worden waren, liefen sie am Morgen des 28. Februar durch die Sundastraße nach Ceylon.
Doorman ergriff eine weitere Maßnahme, um eine japanische Landung in Ost-Java zu erschweren: Er befahl dem Minenleger Gouden Leeuw, in der Nacht des 26. Februar ein neues Minenfeld in der Bucht von Tuban zu legen, die sich ideal für eine solche Landung eignete. Die Gouden Leeuw legte dort etwa 100 Minen.
Kurz darauf berief Doorman den Marinekommandanten in Soerabaja, Kapitän zur See Pieter Koenraad, seinen eigenen Stabschef, Kapitänleutnant J. A. de Gelder und einige Mitglieder des Geschwaderstabs ein. Die erste Frage war, ob die Flotte Unterstützung aus der Luft erhalten könnte. General Ludolph Hendrik van Oyen, der verantwortliche Offizier für die alliierten Luftstreitkräfte, wurde kontaktiert und man erfuhr, dass der General beabsichtigte, die wenigen noch verfügbaren Flugzeuge in Ost-Java einzusetzen, um direkt gegen die japanischen Transportschiffe vorzugehen; sie könnten daher die Flotte tagsüber am 27. Februar nicht unterstützen.
Für Doorman gab es zwei Optionen für den Kurs seiner Flotte:
1. direkt in Richtung der Straße von Makassar laufen, oder
2. entlang der Küste von Madura und Ost-Java laufen.

Da die Flotte in der Nacht praktisch blind fahren würde und bei der ersten Variante eine hohe Wahrscheinlichkeit bestand, den japanischen Konvoi in großer Entfernung unbemerkt zu passieren, entschied sich Doorman für die zweite Variante. Weiterhin bestimmte er, welche Formation die Flotte einnehmen und welche Taktiken verfolgt werden würden, falls sie auf die japanischen Schiffe treffen sollte.
Um seine Forderungen noch einmal zu unterstreichen, schickte Helfrich Doorman am Abend des 26. Februar gegen 21:30 Uhr den Befehl: „Sie müssen die Angriffe fortsetzen, bis der Feind vernichtet ist.“ Doormans Flotte fuhr dann bei Vollmond und guter Sicht entlang der Nordküste von Madura nach Osten. Japanische Schiffe waren nicht zu sehen.
Unterdessen hatten niederländische und amerikanische Flugboote den Ostkonvoi etwas nördlich von Bawean ausgemacht. Die Amerikaner schätzten mindestens achtzehn Schiffe und hielten es für möglich, dass eines der Kriegsschiffe ein Flugzeugträger oder ein Schlachtschiff war. In der Folge griffen amerikanische B-17 zweimal den Konvoi an. Doorman bekam zunächst nichts von diesen Beobachtungen und Operationen mit. Koenraad hörte davon in Surabaya und schickte Doorman um 22:00 Uhr eine Nachricht. Mehr als eine halbe Stunde später tat Helfrich dasselbe. Keines der beiden Telegramme erreichte Doorman, vermutlich aufgrund von Störungen im Funkempfang.

## Die Schlacht

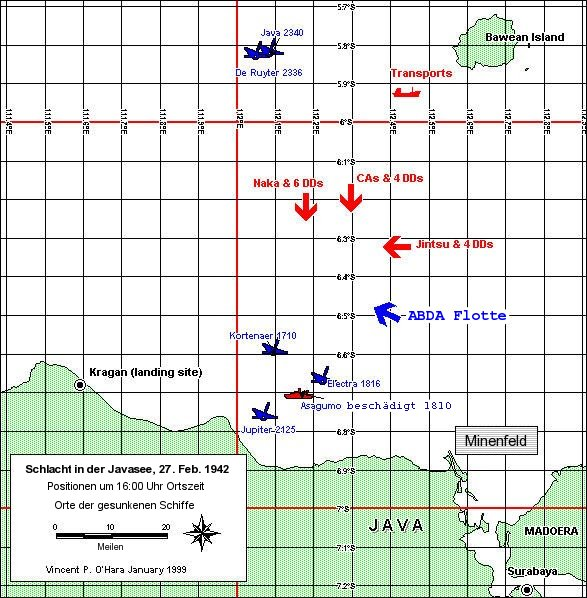
Schiffspositionen

Die Schlacht verlief über einen Zeitraum von etwa sieben Stunden, bei denen Doormans vereinte Streitmacht den Invasionskonvoi zu erreichen und anzugreifen versuchte. Jeder dieser Versuche wurde von der japanischen Streitmacht abgewehrt, und die Alliierten erlitten schwere Verluste.
Um 10:20 Uhr des 27. Februar befand sich die östliche Invasionsflotte nur noch rund 110 Kilometer nördlich von Surabaya. Der Konvoi bestand aus 41 Transportschiffen, die von zwei Leichten Kreuzern und 14 Zerstörern eskortiert wurden. Konteradmiral Takeo Takagi befand sich auf dem Kreuzer Nachi, der von drei weiteren Kriegsschiffen begleitet wurde, etwa 280 Kilometer hinter dem Konvoi.
Er erwartete kaum Widerstand, was schon die Art und Weise zeigte, wie der Konvoi fuhr. Viele Schiffe stießen große Wolken schwarzen Qualms aus, die Mannschaften waren kaum kriegserfahrene Seeleute, und die begleitenden Schiffe fuhren mit langsamer Fahrt.
Der Konvoi sollte in der Nacht des 27. Februar in den Ankerplatz bei Kragan einlaufen und die Invasionstruppen anlanden. Als ein japanisches Aufklärungsflugzeug die alliierte Flotte sichtete und berichtete, dass sich fünf feindliche Kreuzer und sechs Zerstörer auf dem Meer, 117 Kilometer bei 310° auf Nordwesten von Surabaya in Richtung 80° auf Ostnordostkurs mit einer Geschwindigkeit von zwölf Knoten um 11:50 Uhr befanden, ordnete Konteradmiral Takagi für die Transporter sofort an, auf Nordkurs zu gehen, damit seine Schiffe aufschließen konnten. Doch als gegen 13:40 Uhr feststand, dass die alliierte Flotte in den Hafen zurücklief, ließ er wieder Südkurs anlegen.
Um 13:57 Uhr meldete ein niederländisches Aufklärungsflugzeug dann die genaue Position der Invasionsflotte. Sie befand sich nur noch 93 Kilometer nördlich. Admiral Helfrich gab sofort den Befehl, entsprechend einzugreifen. Die zu dieser Zeit in den Hafen einlaufende Flotte lief sofort wieder mit Nordkurs aus. Die Japaner bemerkten dieses Manöver jedoch und reagierten umgehend. Takagi ließ seine Schiffe Fahrt aufnehmen und den Konvoi wieder nach Norden laufen.

In drei parallelen Reihen rückte die alliierte Flotte nach Nordnordwest vor, angeführt von den drei Zerstörern Electra, Encounter und Jupiter der Royal Navy. An Steuerbord folgten die Kreuzer De Ruyter, Houston, Exeter, Perth und Java. Die zwei niederländischen Zerstörer Kortenaer und Witte de With und die vier amerikanischen Zerstörer Alden, John D. Edwards, Pope und Paul Jones folgten hinter den Kreuzern.

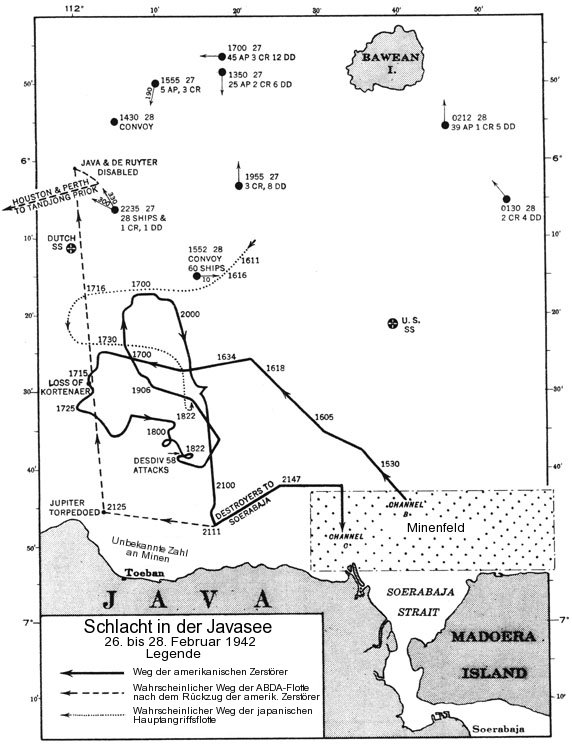
Schlachtverlauf

Ein japanischer Luftangriff um 15:30 Uhr ließ die Formation auseinanderbrechen. Als sie etwa zwanzig Minuten später wiederhergestellt war, sichteten die Japaner, nämlich die Jintsū, Yukikaze, Tokitsukaze, Amatsukaze und Hatsukaze, die Masten der Flotte. Durch Aufklärungsflugzeuge, die um 15:00 Uhr und 15:10 Uhr Sichtungen gemeldet hatten, war den Japanern die Position ohnehin schon bekannt. Gegen 15:30 Uhr befand sich der Konvoi nördlich der Jintsū und die alliierten Schiffe 31 Kilometer südlich. Die Jintsū nahm sofort Kurs auf die Alliierten. Neun Minuten später kam Verstärkung in Sicht. Die Schweren Kreuzer Nachi und Haguro, begleitet von den Zerstörern Ushio, Sazanami, Yamakaze und Kawakaze, hatten gewendet. Außerdem befand sich der Leichte Kreuzer Naka, der die Zerstörer Murasame, Samidare, Harukaze, Yūdachi, Asagumo und Minegumo anführte, 15 Kilometer südlich der Schweren Kreuzer und kam schnell näher. Um 16:00 Uhr drehte die Jintsū mit ihrer Gruppe westwärts, um auf einen parallelen Kurs zur alliierten Flotte zu kommen. Fünf Minuten danach waren die Schweren Kreuzer nur noch 15 Kilometer nördlich der Jintsū.
Der britische Zerstörer Electra sichtete die Jintsū um 16:12 Uhr, die vier Minuten später aus einer Entfernung von 18,5 Kilometern das Feuer eröffnete. Auch die Nachi begann zu feuern, ihre Salven lagen jedoch deutlich zu kurz. Mittlerweile fuhren beide Gruppen auf Parallelkurs in Richtung Westen. Die Kreuzer Houston und Exeter eröffneten um 16:20 Uhr das Feuer auf die Japaner. Da die Granaten der Houston mit rotem Farbstoff versehen waren, um ihre Aufschläge von denen der Geschütze anderer Schiffe unterscheiden zu können, erhöhte sich die Konzentration des roten Farbstoffes im Wasser vor den japanischen Schiffen langsam immer weiter. Dies war ein äußerst unübliches Verfahren. Normalerweise wurde das Problem der Trefferbestimmung durch Koordination des Artilleriefeuers innerhalb einer Flotte gelöst, jedoch war der heterogene alliierte Verband wegen seiner Kommunikationsschwierigkeiten dazu nicht in der Lage. Durch die rote Farbe machte sich Nervosität in der japanischen Führung breit, die sich die rote Färbung nicht auf Anhieb erklären konnte (der Verschuss von chemischen Kampfstoffen in Artilleriegranaten kann ähnliche Farbeffekte bewirken). Für den ausgebildeten U-Boot-Taktiker Takagi war es zudem die erste Überwasseraktion.
Die ersten Treffer in der Schlacht erhielt um 16:31 Uhr und um 16:53 Uhr die De Ruyter. Allerdings waren beide Geschosse Blindgänger.
Admiral Nishimura auf dem Leichten Kreuzer Naka kam zum Entschluss, dass seine Flottille für ein solches Fernduell nicht ausgerüstet war. Aus diesem Grund befahl er seinen Schiffen Südsüdwestkurs, um die Entfernung zu den alliierten Schiffen zu verringern. Um 16:33 Uhr schoss die Naka vier Torpedos aus einer Entfernung von 15 Kilometern ab. Auch die folgenden Zerstörer feuerten zwischen 16:40 Uhr und 16:45 Uhr 27 Torpedos aus Entfernungen zwischen 13 und 15 Kilometern in Richtung der alliierten Schiffe. Die Haguro folgte mit acht Torpedos gegen 16:52 Uhr aus einer Entfernung von 22 Kilometern. Die Nachi konnte demgegenüber wegen eines versehentlich geöffneten Ventils und der dadurch entwichenen Luft keinen Druck mehr auf den Abschussrohren aufbauen und beteiligte sich deshalb nicht an der Torpedobarriere.

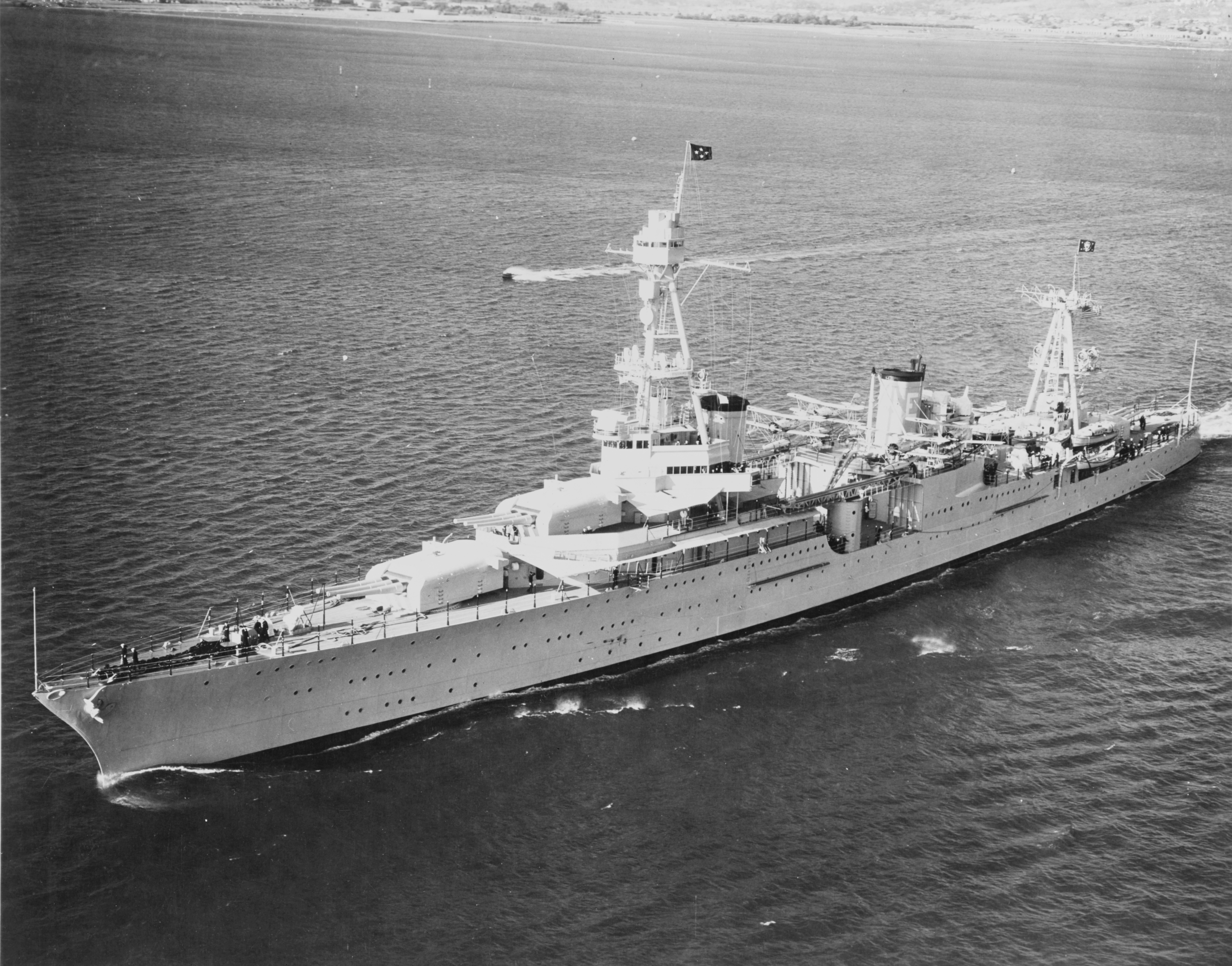
Die Houston

Unterdessen ging das Geschützduell weiter. Die Houston feuerte fünf bis sechs Salven pro Minute ab. Die De Ruyter und die Exeter schienen die bevorzugten Ziele der Japaner zu sein. Von der Houston, Exeter und der Perth meinte man zu beobachten, wie der japanische Kreuzer Haguro etliche Treffer erhielt, in Brand geriet und schließlich sank; tatsächlich konnte er jedoch weiter in das Gefecht eingreifen.
Der japanische Torpedoangriff, der erste massive seiner Art im Pazifikkrieg, war ein Fehlschlag. Nur einer der abgeschossenen Torpedos traf nach langer Laufzeit um 17:30 Uhr ein Ziel, den holländischen Zerstörer Kortenaer.
Kurz vor 17:00 Uhr attackierten drei Douglas-A-20-Bomber, die von acht Brewster F2A Buffaloes begleitet wurden, die japanischen Transporter. Sie erzielten jedoch keine Treffer. Im Gegenteil, alle Maschinen wurden von japanischen Zero-Jägern abgeschossen. Konteradmiral Doorman bat um weitere Luftunterstützung, die Briten waren jedoch der Meinung, dass die Luftwaffe ganz andere Angriffsschwerpunkte als die Marine habe. Weitere Unterstützung wurde nicht gewährt.
Kurz nach 17:00 Uhr sah Konteradmiral Takagi im Norden den Mastenwald seines zu bewachenden Konvois. Die Schlacht kam bedenklich in diese Richtung. Da seine Schweren Kreuzer immer noch knapp 20 Kilometer von dem alliierten Kreuzerverband entfernt waren und erfolglos große Mengen an Munition verschossen hatten, befahl er allen Schiffen, den Feind anzugreifen. Zur selben Zeit traf Doorman die gleiche Entscheidung und ließ seine Flotte Fahrt nach Norden aufnehmen.

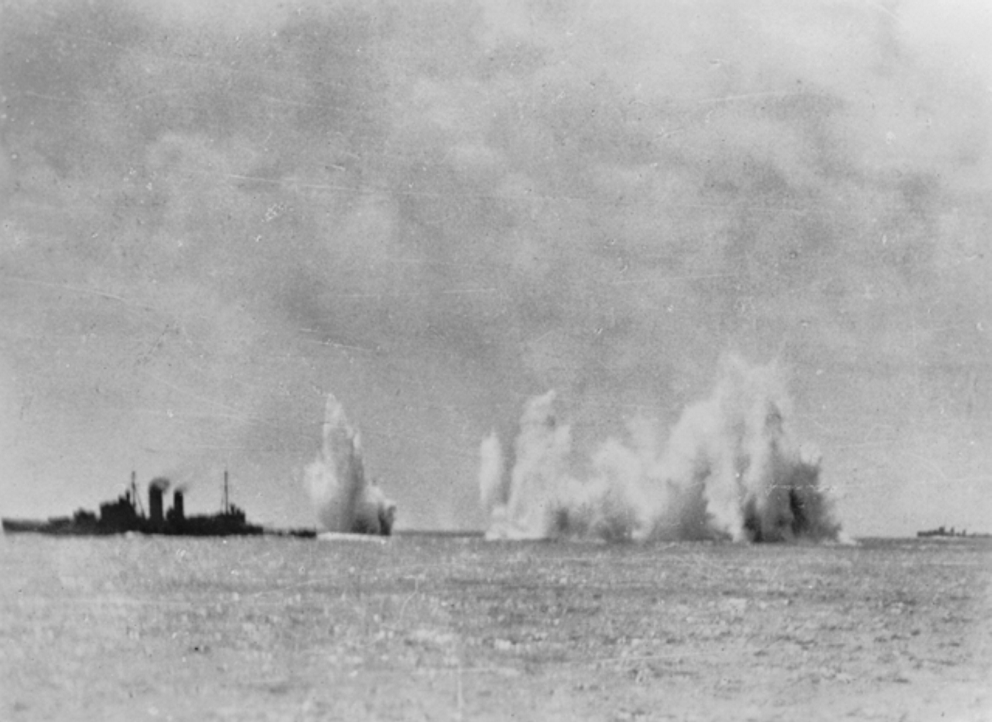
Die Exeter unter Beschuss

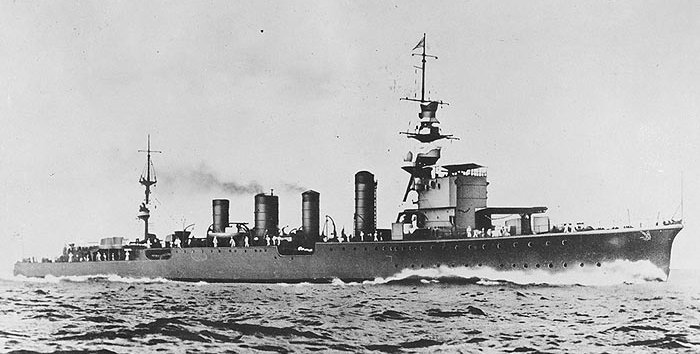
Japanischer Leichter Kreuzer Jintsū

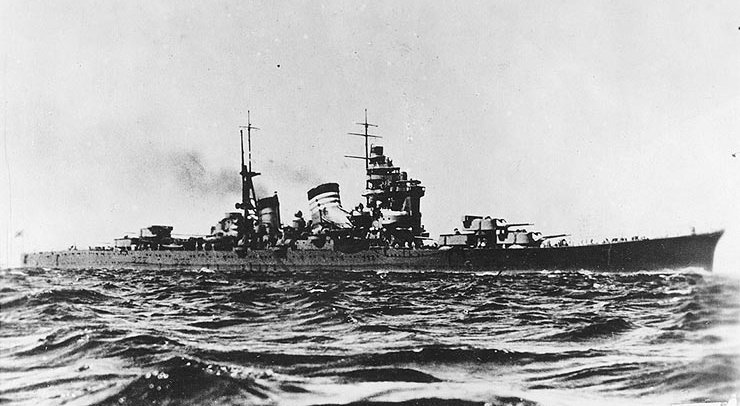
Japanischer Schwerer Kreuzer Haguro

Zuerst wurde die Houston von einem Blindgänger getroffen, der bewirkte, dass sie nur noch mit halber Kraft laufen konnte. Ein paar Minuten später kam der Wendepunkt der Schlacht: Um 17:08 Uhr traf die Nachi den Kreuzer Exeter sehr schwer. Die Granate schlug im Maschinenraum ein und setzte sechs der acht Dampfkessel außer Betrieb. Mit abnehmender Geschwindigkeit scherte die Exeter daraufhin aus der Formation aus, um zum Hafen zurückzulaufen. Die drei ihr folgenden Kreuzer-Kommandanten glaubten, dass sie einem neuen Befehl folgen würde, da die Japaner wieder begonnen hatten, Torpedos zu schießen. Also drehten auch sie ab. Die De Ruyter operierte so für einige Zeit allein.
Der Kommandant der Perth, der im Gegensatz zu den anderen Schiffen noch über einen speziellen Kommunikationskanal mit der Exeter verfügte, wusste von deren schweren Schäden und ließ sein Schiff um die angeschlagene Exeter kreisen, um sie mit schwerem Rauch zu decken. In der See um die alliierten Schiffe kam es zu schweren Explosionen, als die irrgelaufenen japanischen Torpedos am Ende ihrer Laufzeit automatisch zündeten. Der Zerstörer Kortenaer wurde um 17:30 Uhr von einem Torpedo mittschiffs getroffen, brach auseinander und sank. Die Formation der alliierten Flotte war zu diesem Zeitpunkt in vollkommener Auflösung. Die De Ruyter nahm Südkurs, um zu den anderen Schiffen aufzuschließen. Takagi glaubte nun, die Schlacht gewonnen zu haben, und ging mit seinen Schiffen ebenfalls auf Südkurs.
Doorman benötigte gegen zwanzig Minuten, um die Befehlsführung zu allen Schiffen seiner Flotte wiederherzustellen. Die Exeter lief, begleitet von dem niederländischen Zerstörer Witte de With und den drei britischen Zerstörern, mit knapp fünf Knoten südwärts. Die De Ruyter setzte sich an die Spitze des Pulks, hisste ein Flaggensignal, das den anderen Schiffen anzeigte, ihr zu folgen, und ging um 17:25 Uhr wieder auf Nordostkurs. Die Sicht war wegen des Rauchs, der brennenden Schiffe und der heraufziehenden Abenddämmerung sehr schlecht. Die japanischen Schiffe, die dank ihrer Aufklärer von der schlechten Sicht weniger betroffen waren, konnten von den Alliierten nicht ausgemacht werden. Gegen 17:45 Uhr tauchte die japanische Angriffsformation aus dem Rauch auf und eröffnete aus einer Entfernung von 20 Kilometern das Feuer. Doorman befahl den britischen Zerstörern, das Feuer umgehend zu erwidern. Drei Minuten später eröffnete die Naka und kurz darauf die Jintsū den nächsten Torpedoangriff. Die japanischen Zerstörer folgten sofort und schossen Torpedo auf Torpedo, bevor sie abdrehten und auf Gegenkurs gingen. Einige liefen sogar bis auf 7,5 Kilometer Entfernung heran und schossen dann ihre Torpedos.

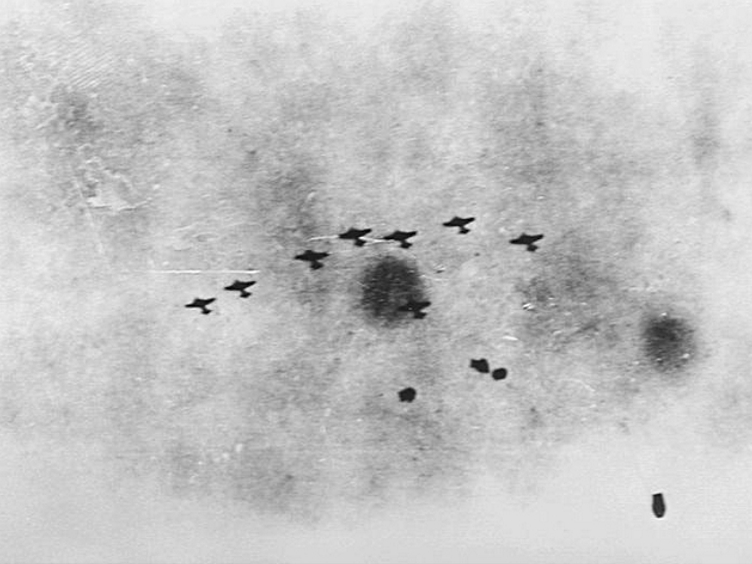
Japanische Bomber greifen die alliierten Schiffe an (Aufnahme von Bord der Hobart)

Die britischen Zerstörer Encounter und Electra waren die ersten, die nach Süden, dann nach Osten und endlich nach Nordosten drehten, um aus dem Rauch heraus die beiden japanischen Leichten Kreuzer und 14 Zerstörer anzugreifen. Die Minegumo und die Encounter näherten sich bis auf zweieinhalb Kilometer. Zehn Minuten lang liefen sie auf Parallelkurs und beschossen sich gegenseitig, jedoch ohne wirksame Treffer. Der Zerstörer Electra erzielte einen Treffer im Maschinenraum der Asagumo, die daraufhin an Fahrt verlor. Auch die Jintsū wurde von einer Granate der Electra getroffen, die aber nur leichte Schäden bewirkte. Als die Asagumo fast zum Stillstand gekommen war, erzielten ihre Kanoniere um 18:00 Uhr zwei schwere Treffer auf der Electra. Sie sank brennend um 18:16 Uhr. 54 Überlebende wurden am nächsten Morgen vom amerikanischen U-Boot S 38 gerettet. Auch die Tokitsukaze wurde während dieser Aktionen von Granaten getroffen.

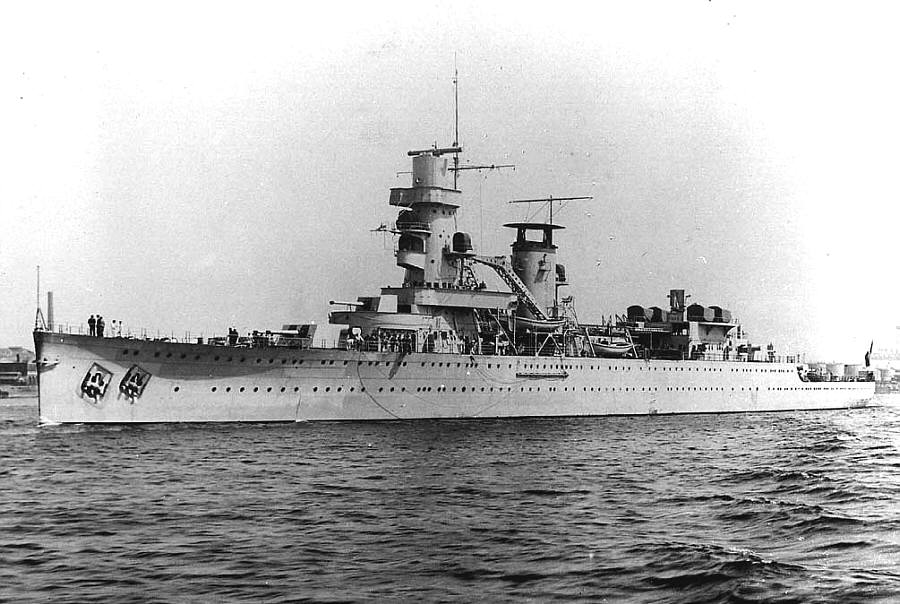
Niederländischer Kreuzer De Ruyter – Flaggschiff von Konteradmiral Doorman

Nach einer vollen Drehung lief die De Ruyter mit ihren Begleitschiffen nun auf Südostkurs. Doorman wies die vier amerikanischen Zerstörer an, den Rückzug zu decken. Dies wurde von den Kommandanten als Offensivbefehl ausgelegt, und so liefen sie den Japanern entgegen. Aus einer Entfernung von rund zehn Kilometern lösten sie ihre Steuerbordtorpedos aus, drehten und schossen auch die Torpedos der Backbordseite ab, so dass 24 Torpedos auf Takagis Flotte zuliefen.
Umgehend drehten die Japaner nach Norden ab. Die Haguro wurde noch von einer Granate der Perth getroffen, die ihr Katapult in Brand setzte. Als um 18:20 Uhr der Sonnenuntergang einsetzte, sah es so aus, als sei die Schlacht zu Ende. Die Japaner liefen auf Nord-, die Alliierten auf Südkurs.

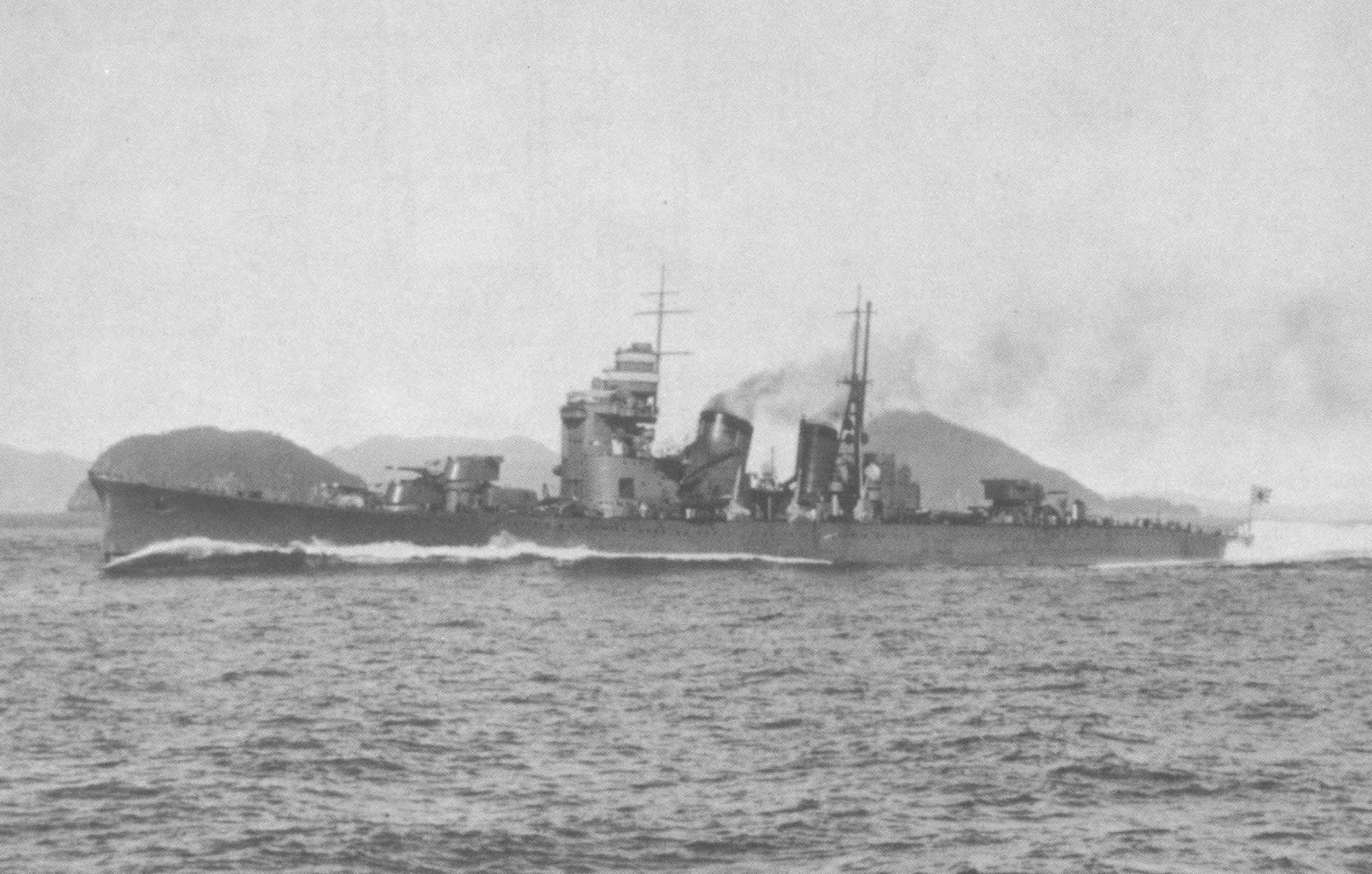
Japanischer Schwerer Kreuzer Nachi

Takagis Schiffe hatten nicht mehr viel Treibstoff, und er wandte sich wieder seiner Hauptaufgabe zu. So befahl er dem sich 30 Kilometer nördlich befindlichen Konvoi, wieder auf Südkurs zu gehen. Auch Doorman wollte Java nicht so einfach aufgeben. Er sandte die Exeter in Begleitung der Witte de With zurück nach Surabaya. Nachdem die japanischen Schiffe im Dunst des Abends verschwunden waren, drehte er mit seinen Schiffen wieder auf Nordkurs und hoffte, die Japaner überraschen zu können.
Tatsächlich gelang ihm dies, als die Japaner um 19:20 Uhr in Sicht kamen. Die Nachi und Haguro hatten gestoppt, um ihre Wasserflugzeuge wieder an Bord zu nehmen, und kamen bei einer Entfernung von 16,5 Kilometern in den Schussbereich der alliierten Kanonen, die auch sofort zu feuern begannen. Die Jintsū antwortete mit vier Torpedos, die Alliierten drehten nach Steuerbord ab. Auch die Japaner nahmen Fahrt auf und verschwanden in Richtung Nordost. Der kurze Schusswechsel war um 19:37 Uhr beendet und hatte keine Schäden hinterlassen.
Da ihm bewusst war, dass er keine weitere Chance bekommen würde, Java zu verteidigen, beschloss Doorman, die Japaner zu umgehen, indem er seine Schiffe an der Küste entlangführte, um dann nach Norden zu schwenken. Um 21:00 Uhr kehrten die vier amerikanischen Zerstörer, die kaum noch Treibstoff und keine Torpedos mehr an Bord hatten, nach Surabaya um, indem sie Doormans Befehle entsprechend auslegten. Als um 21:25 Uhr der Befehl erging, nach Norden auszuschwenken, fuhr die Jupiter auf eine küstennahe niederländische Mine, explodierte und sank innerhalb von vier Stunden. Gegen 22:00 Uhr wurden Überlebende der Kortenaer gesichtet, und die Encounter nahm 113 von ihnen auf. Alle diese Aktionen kosteten Doorman die gesamte Zerstörereskorte.

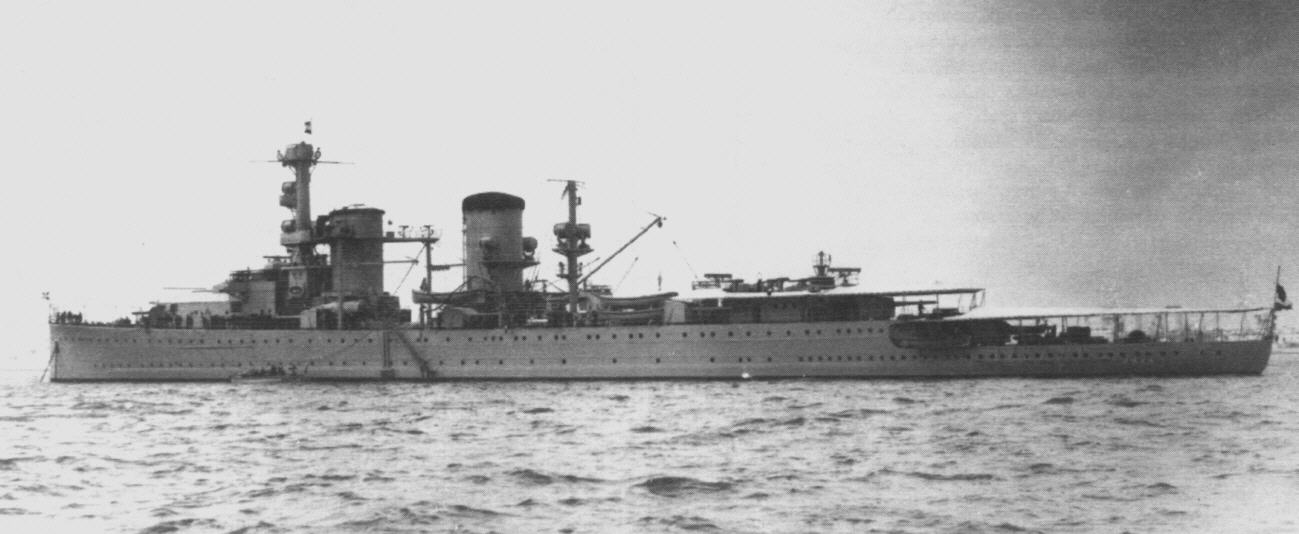
Niederländischer Leichter Kreuzer Java

Ohne Begleitschutz fuhren die vier alliierten Kreuzer nordwärts, bis sie von Bord der Nachi um 23:02 Uhr in einer Entfernung von 16,5 Kilometern gesichtet wurden. Zu dieser Zeit hielten die Nachi und Haguro Südsüdwestkurs. Sie drehten dann jedoch nach Backbord auf Parallelkurs in Richtung Norden. Die Alliierten eröffneten gegen 23:10 Uhr das Feuer auf die schweren japanischen Einheiten, während die Japaner bis 23:21 Uhr nicht zurückschossen. Dann schoss die Nachi acht Torpedos; die Haguro tat es ihr eine Minute später mit einem Viererfächer nach. Die Entfernung betrug zu diesem Zeitpunkt etwas mehr als 15,5 Kilometer. Im Gegensatz zu den vorher im Kampf verschossenen Hunderten von Torpedos traf die Salve ihr Ziel: Um 23:32 Uhr wurde die De Ruyter achtern von einem der vier Torpedos der Haguro getroffen. Ihre Munitionskammer explodierte und riss Doorman sowie 344 seiner Männer in den Tod. Das Schiff sank sehr schnell. Zwei Minuten später traf ein Torpedo der Nachi die Java, die eineinhalb Stunden später sank. Die letzte Anweisung von Doorman an die verbliebenen Kreuzer Houston und Perth lautete: „Rückzug nach Batavia, ohne Rücksicht auf eventuell Überlebende“.

## Nach der Schlacht
Die Houston und Perth liefen in Richtung Batavia. Sie wurden am Folgetag in der Sundastraße von den japanischen Kreuzern Mogami und Mikuma sowie weiteren Einheiten versenkt, die die westlichen Landetruppen in der Bantam Bay beschützten (→ Schlacht in der Sundastraße). Während der Landeoperationen versenkten die Deckungsflotten der Japaner zwölf weitere alliierte Kriegsschiffe und 71 Handelsschiffe, oder diese wurden bei der Annäherung japanischer Schiffe von ihren Mannschaften selbst versenkt. Zudem konnten sechs Schiffe erbeutet und von den Japanern später unter ihrer Flagge wieder eingesetzt werden. Im Verlauf der Java-Landungen verloren die Japaner nur zwei eigene Schiffe.
Java wurde in den nächsten Tagen vollständig von der japanischen Armee besetzt. Die auf Java verbliebenen alliierten Landeinheiten sowie Überlebende der versenkten und beschädigten Schiffe gerieten in japanische Gefangenschaft.

## Das Schicksal der USS Langley

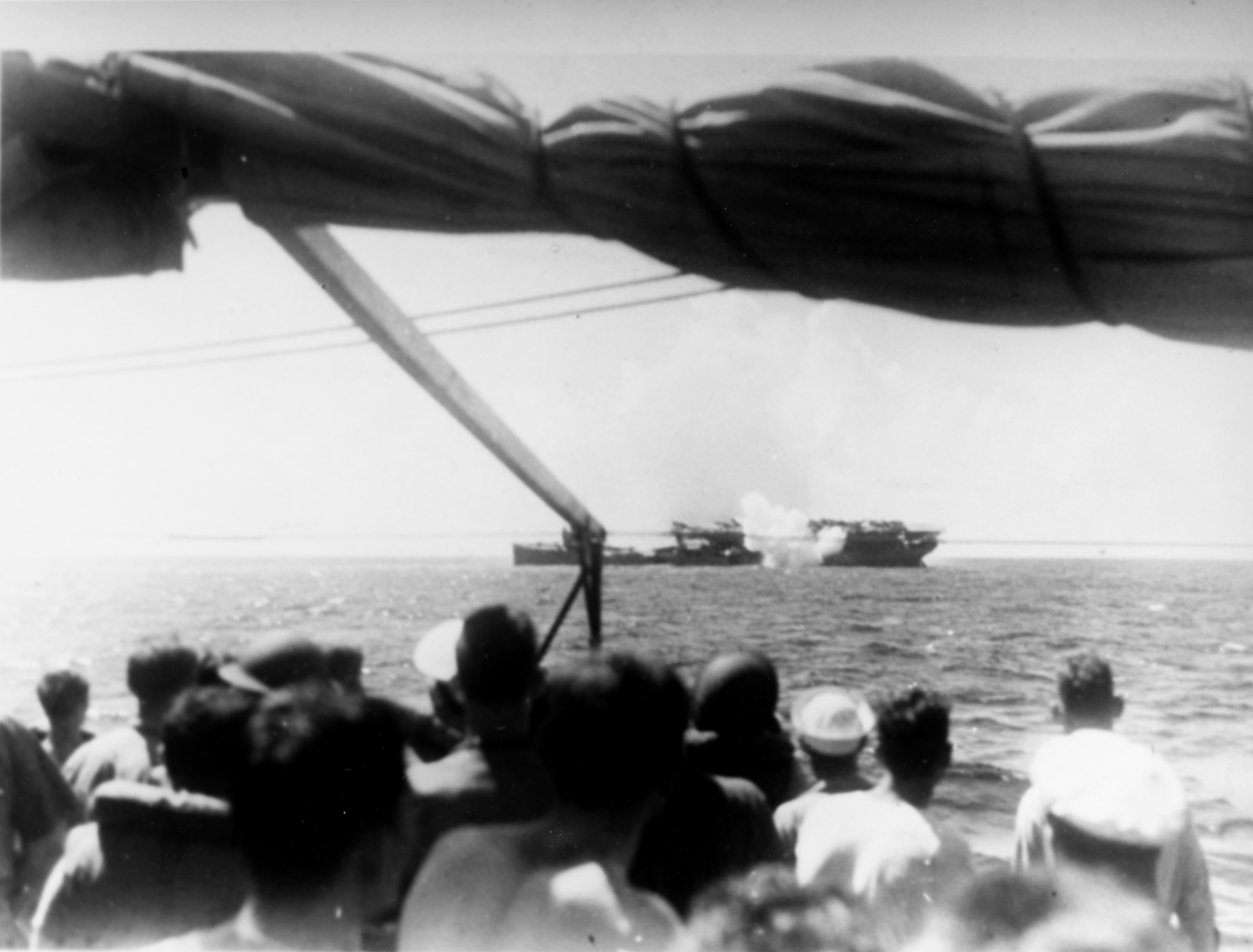
Torpedo der Whipple trifft am 27. Feb. 1942 die Langley

Zur ABDA-Flotte gehörte auch die Langley. Sie war 1936 aus dem ersten Flugzeugträger der US Navy zum Flugzeugtender umgebaut worden und diente nun als Flugzeugtransporter. Sie startete am 22. Februar 1942 mit einer Ladung von 32 Curtiss-P-40-Flugzeugen an Bord vom australischen Fremantle nach Tjilatjap auf Java, um so die Luftverteidigung der Alliierten zu stärken. Fünf Tage später, am 27. Februar, wurde das Schiff mit seinen beiden Begleitern, den Zerstörern Whipple und Edsall, von drei Wellen japanischer Bomber etwa 80 bis 120 Kilometer vor ihrem Ziel angegriffen. Die ersten beiden Wellen brachten keine Treffer für die Japaner, aber von der dritten Welle wurde die Langley fünfmal schwer getroffen, so dass sie zwei Stunden später aufgegeben werden musste. Kurz darauf wurde sie von ihren Begleitschiffen torpediert und versenkt. Sechzehn Besatzungsmitglieder wurden bei dem japanischen Angriff getötet.

## Die Folgen
Nach der Eroberung von Java hatten die Japaner vollen Zugriff auf die ergiebigen Bodenschätze der Inseln des südwestlichen indonesischen Archipels. Zusätzlich konnten sie sich einen effektiven Verteidigungsring vom Süden bis nach Rabaul im Osten aufbauen. Den Alliierten wurde durch den Verlust ihrer Flotte bewusst, dass sie der japanischen Expansionsbestrebung auf dem Seeweg vorläufig nichts entgegenzusetzen hatten. Admiral Helfrich zog sich am 2. März 1942 nach Colombo auf Ceylon zurück und sammelte dort die restlichen Schiffe. Er wurde zwar als neuer Befehlshaber der Streitkräfte Ost eingesetzt, hatte aber keinerlei Einfluss auf die taktische Vorgehensweise bei der Bekämpfung der Japaner. Erst Anfang Mai 1942, als sich japanische und amerikanische Marineeinheiten bei den Salomonen die Schlacht im Korallenmeer lieferten, konnte der japanische Vormarsch gestoppt werden.

## Film
- De slag in de Javazee, Niederländischer Dokumentarfilm, 1995, 135 Minuten, Regie: Niek Koppen, Produktion: Odusseia Films[17]
- The Battle Of The Java Sea. Englischer Dokumentarfilm. 138 Minuten. Black&White, VHS 1989, DVD 2004